# Noel (Missouri)
Noel è un comune degli Stati Uniti d'America situato nella Contea di McDonald, nello Stato del Missouri.
Noel aveva, secondo il censimento del 2000, uno popolazione di 1 480 abitanti.